# Arthur Leslie Walter Newth
Arthur Leslie Walter Newth, CBE, DSO, MC, TD, DL, JP, britanski general, * 1897, † 1978.